# 商業載人計劃
商業載人計劃（英語：Commercial Crew Program，簡稱CCP）是由NASA與美國航空製造商波音和SpaceX聯合運營的一項人類航天計劃。該計劃服务于國際太空站計劃的宇航员轮换计划，在波音星際航線和SpaceX載人天龍號太空船上載運往返國際太空站的機組人員，這是私人公司首次進行的載人軌道太空飛行。該計劃是NASA參與聯盟計劃的繼任者，聯盟號計劃是在2011年太空梭計劃退役後負責將美國太空人運送到國際太空站。商業乘員組計劃的每個任務都將天龍號太空船與波音星際航線將多達4名宇航員派往國際太空站，並為NASA提供第五名乘客的選擇。天龍號太空船在獵鷹9號Block 5上進行航天飛行，並透過於大西洋的海面濺落返回地球。星際航線航天器在Atlas V N22運載火箭上發射，並帶著安全氣囊在美國西部四個指定地點之一返回陸地。SpaceX在該計劃中的首次飛行任務於2020年11月15日發射，而波音的首次飛行任務將於2021年發射。

## 外部連結
- Commercial Crew Programat NASA (Archived , （页面存档备份，存于）)
- CCtCap contract（页面存档备份，存于） between Boeing and NASA
- CCtCap contract（页面存档备份，存于） between SpaceX and NASA